# David Draiman
David Michael Draiman (født 13. marts 1973 i Brooklyn) er en amerikansk sanger og sangskriver, bedst kendt som forsanger for metal-bandet Disturbed. Han voksede op i en ortodoks jødisk familie, Draiman er jødisk men ikke religiøst observant.
David har også en bror ved navn Ben som bor i Jerusalem.
Han blev optaget i bandet Disturbed i 1996, efter at have set deres audition offentliggjort i en avisannonce.
Han er en af de fem artister der har været med til at synge soundtracket til Queen of the Damned sammen med Wayne Static (Static-X), Jay Gordon (Orgy), Chester Bennington (Linkin Park), og Marilyn Manson.